# Filoxeno (emissário)

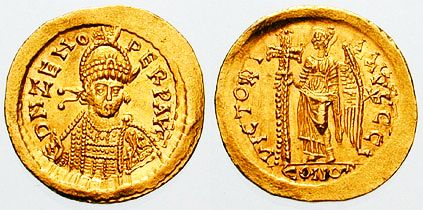
Soldo de Zenão (r. 474–475; 476–491)

Filoxeno (em latim: Philoxenus) foi um oficial bizantino do século V, ativo durante o segundo reinado do imperador Zenão (r. 476–491).

## Vida
Filoxeno é mencionado pela primeira vez em 478, quando foi enviado como emissário imperial ao rei ostrogótico Teodorico, o Amal (r. 474–526) após o último ter juntado forças com Teodorico Estrabão (r. 473–481) e enviado uma embaixada conjunta a Zenão. Sua missão era convencê-lo a desertar Estrabão, o que não conseguiu. Filoxeno aparece novanete em 479, quando esteve em Edessa, na Mesopotâmia, ao lado de Sabiniano Magno.